# Graptomyza tinctovittata
Graptomyza tinctovittata är en tvåvingeart som beskrevs av Enrico Adelelmo Brunetti 1915. Graptomyza tinctovittata ingår i släktet Graptomyza och familjen blomflugor. Inga underarter finns listade i Catalogue of Life.